# Muhammad ibn al-Hanafiya
Muhammad ibn al-Hanafiya (arabiska: محمد بن الحنفية) född 637, död 700/701 i Medina, var en muslimsk religiös person som många trodde var den legitima kalifen under sin tid. Han var son till den fjärde kalifen Ali, men inte till Alis fru Fatima som var den islamiske profeten Muhammeds dotter. Hans mor hette Khawla. En revolt mot umayyaderna ägde rum efter slaget vid Karbala i Muhammad ibn al-Hanafiyas namn, och revolten leddes av Mukhtar al-Thaqafi. Men Muhammad ibn al-Hanafiya deltog inte i revolten, och det kan också ha varit så att han inte ens legitimerade den. Han kunde ha blivit kalif med det stöd han fick från olika grupperingar, men han valde till slut att svära lojalitet till den umayyadiske kalifen Abd al-Malik, från vilken han fick en stor årlig pension.
Kaysaniya-skolan ansåg att Muhammad ibn al-Hanafiya var deras imam, men han själv trodde på Alis, Hasans, Husayns och Ali ibn Husayns ledarskap. De trodde även att han var Mahdi och de "hoppades på en revolution som skulle ha sin kulmen under domedagen innan Timmen".
Muhammad ibn al-Hanafiya stred tappert i slagen som leddes av Ali ibn Abi Talib.